# Хомердинген
Хомердинген (њем. Hommerdingen) општина је у њемачкој савезној држави Рајна-Палатинат. Једно је од 235 општинских средишта округа Ајфелкрајс Битбург-Прим. Према процјени из 2010. у општини је живјело 55 становника. Посједује регионалну шифру (AGS) 7232054.

## Географски и демографски подаци
Хомердинген се налази у савезној држави Рајна-Палатинат у округу Ајфелкрајс Битбург-Прим. Општина се налази на надморској висини од 364 метра. Површина општине износи 2,0 km². У самом мјесту је, према процјени из 2010. године, живјело 55 становника. Просјечна густина становништва износи 27 становника/km².